# Crisis demográfica
Crisis demográfica es la denominación que se da, especialmente en la geografía de la población y la demografía histórica, a una situación caracterizada por el  desencadenamiento de una crisis debida a algún desequilibrio demográfico. Puede ser tanto un desequilibrio de los movimientos naturales de población por exceso (una situación de mortalidad catastrófica o una explosión de natalidad) como por defecto (las consecuencias de una disminución de la natalidad que conduce a un estrangulamiento de la base de la pirámide de población o las de un aumento extraordinario de la esperanza de vida que conduce a un desproporcionado vértice en la pirámide alterando la tasa de dependencia); y también puede ser un desequilibrio en los movimientos migratorios (tanto en un país que sufra una fuerte emigración como en el que reciba una fuerte inmigración). Menos frecuentemente, también se han producido crisis demográficas debidas a la desproporción de uno de los sexos (la disminución de los varones en Paraguay por causa de la mortalidad bélica o la escasez de mujeres en los denominados países nuevos —Estados Unidos, Canadá, Australia— por causa de la predominante inmigración de varones o en China por la conjunción de la política demográfica —un solo hijo— con la preferencia tradicional por los hijos varones).